# Potes mouros

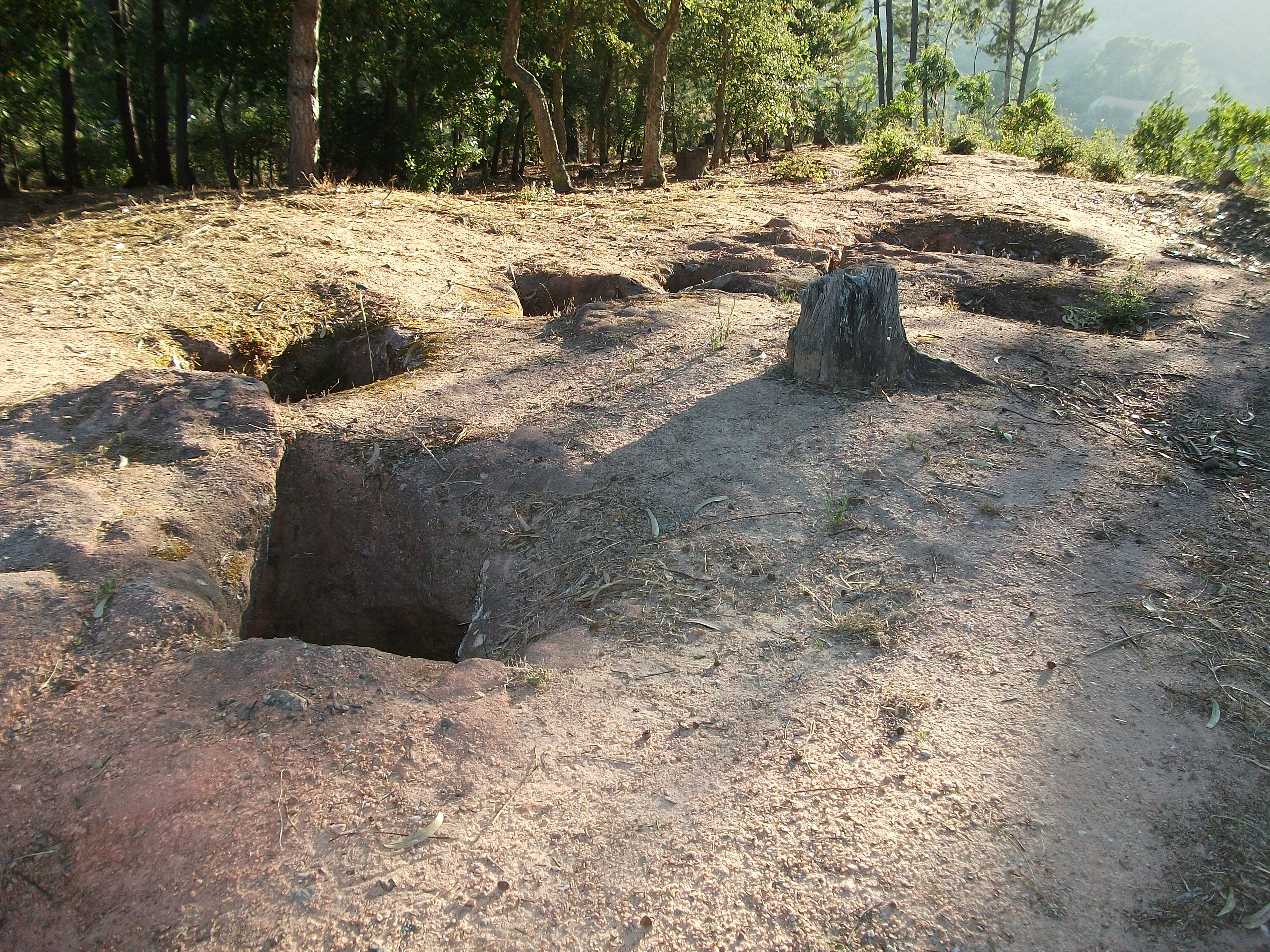
Potes mouros

Os Potes mouros, também chamados de Silos mouros ou Silos medievais, são o maior conjunto de silos conhecidos na Península Ibérica, localizados na freguesia de Alcobertas, Rio Maior.
Pouco se sabe sobre a origem dos silos neste local, no entanto existem referências históricas que indicam que ainda eram utilizadas no século XV. A sua utilização era para armazenar cereais. Hoje em dia existem 35 silos, mas originalmente seriam entre 80 a 100.
Actualmente, este local constitui o Núcleo Arqueológico de Alcobertas.